# Hannah Arterton
Hannah Jane Arterton (Gravesend, 26 dicembre 1989) è un'attrice britannica.

## Filmografia

### Cinema
- Walking on Sunshine, regia di Max Giwa e Dania Pasquini (2014)
- Hide and Seek, regia di Joanna Coates (2014)
- Burn Burn Burn, regia di Chanya Button (2015)
- Il Convento - Heretiks (The Convent), regia di Paul Hyett (2018)

### Televisione
- L'ispettore Barnaby (Midsomer Murders) – serie TV, episodio 14x07 (2011)
- Atlantis – serie TV, 5 episodi (2013)
- Doc Martin – serie TV, episodio 7x04 (2015)
- The Five – serie TV, 10 episodi (2016)
- Versailles – serie TV, episodi 2x07-2x08 (2017)
- Safe, regia di Daniel Nettheim, Julia Ford e Daniel O'Hara – miniserie TV (2018)
- Inverso - The Peripheral (The Peripheral) – serie TV, 5 episodi (2022)